# Kopalnia Redensglück
Kopalnia Redensglück (Redens Glück) – kopalnia rud ołowiu i srebra w Kowarach, w pewnym okresie będąca częścią "Przedsiębiorstwa Kowarskie Kopalnie", później Zakładów Przemysłowych R-1 (ros. Предприятие Кузнецкие Рудники).

## Położenie
Kopalnia Redensglück była położona na styku Karkonoszy i Rudaw Janowickich, w dolinie Kuźniczego Potoku, w górnej części Kowar, poniżej Przełęczy Kowarskiej. Kopalnia składała się ze sztolni nr 2 i 8. Przy sztolniach znajdują się niezbyt duże hałdy skał płonnych.

## Historia
Na miejscu późniejszej kopalni Redensglück istniała wcześniej kopalnia rud żelaza. W II połowie XVIII w., kiedy przystąpiono do intensywnych poszukiwań złóż rud, odkryto w niej żyłę o miąższości ok. 30 cm, zawierającą minerały ołowiu z pewną zawartością srebra (galena srebronośna). W 1799 założono gwarectwo "Redens Glück". Zgłębiono szyb, który natrafił na dwie stare sztolnie, na głębokości 10 i 40 m. Pierwsza miała długość ok. 60 m, a druga ok. 120 m. Po wyczerpaniu zasobów, w 1808 r. zaniechano dalszych prac. Ruda była przerabiana w Miedziance.
Po II wojnie światowej, w czasie prac rewizyjnych, wydobyto niewielkie ilości rud uranu. Do roku 1954 odbudowano sztolnie nr 2 i 8, które wkrótce zamknięto ze względu na brak uranu.